# Ligue des champions de futsal de l'OFC
La Ligue des champions de futsal de l'OFC  est une compétition annuelle de futsal organisée par la Confédération du football d'Océanie (OFC) et regroupant les meilleurs clubs du continent océanien. 

## Histoire
La compétition est créée en 2019 et rassemble 8 clubs du continent.

## Palmarès
| N°                                                                              | Édition | Vainqueur  | Finaliste | Score | Lieu de la finale  |
| ------------------------------------------------------------------------------- | ------- | ---------- | --------- | ----- | ------------------ |
| 1                                                                               | 2019    | Kooline FC | AS PTT    | 7 - 5 | Auckland           |
| Éditions 2020, 2021, 2022 et 2023 annulées en raison de la pandémie de Covid-19 |         |            |           |       |                    |
| 2                                                                               | 2024    |            |           | -     | Nouvelle-Calédonie |